# Querècrates
Querècrates (Chaerecrates, Χαιρεκράτης) fou un filòsof grec, deixeble de Sòcrates, que estudià amb molta atenció. Una permanent baralla amb el seu germà gran Querefont els va fer famosos. Sòcrates al final els va poder reconciliar.